# Anopsicus bolivari
Anopsicus bolivari är en spindelart som först beskrevs av Willis J. Gertsch 1971.  Anopsicus bolivari ingår i släktet Anopsicus och familjen dallerspindlar. Inga underarter finns listade i Catalogue of Life.